# Kanice (ort i Tjeckien, Södra Mähren)
Kanice är en ort i Tjeckien.   Den ligger i regionen Södra Mähren, i den östra delen av landet, 190 km sydost om huvudstaden Prag. Kanice ligger 319 meter över havet och antalet invånare är 555.
Terrängen runt Kanice är kuperad åt sydväst, men åt nordost är den platt. Runt Kanice är det ganska tätbefolkat, med 111 invånare per kvadratkilometer. Närmaste större samhälle är Brno, 10,8 km sydväst om Kanice. I omgivningarna runt Kanice växer i huvudsak blandskog.